# 西日本旅客鉄道広島支社

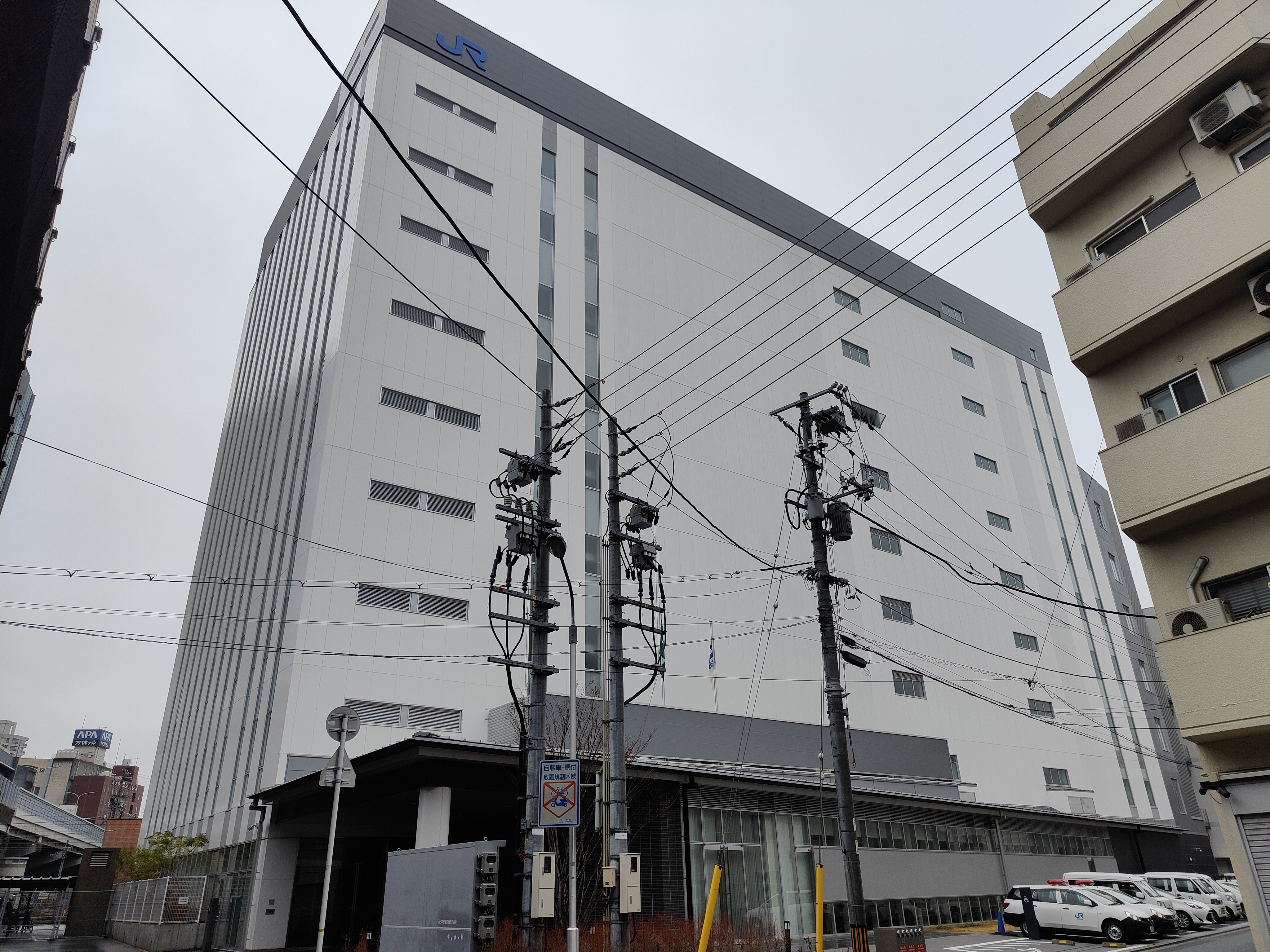
西日本旅客鉄道広島支社　社屋

西日本旅客鉄道広島支社（にしにほんりょかくてつどうひろしまししゃ）は、広島県広島市東区上大須賀町にある西日本旅客鉄道（JR西日本）の支社の一つである。現在は中国統括本部の下部組織。

## 支社所在地
- 広島支社
  - 広島市東区上大須賀町15番20号
国鉄時代から長らく広島駅正面の広島市東区二葉の里3丁目8番21号に所在していたが、建物の老朽化と広島駅新幹線口駅前の再開発事業に伴い、以前から自社所有地であった広島駅西側の現在地に新支社ビルを建設した。2020年から段階的に移転させ、同年11月末に完全移転した[1][2]。なお、中国統括本部発足後は同本部と広島支社がこのビルに同居する形となった。
- 広島支社山口エリア統括部（山口支社）
  - 山口県山口市小郡下郷2278-5 小郡第6ビル

## 概要
かつての日本国有鉄道（国鉄）広島鉄道管理局を継承し発足した。広島駅を中心とした路線群を広島シティネットワークと命名し、都市間輸送網を構築している。
経営の立て直しを目的とした合理化の一環として、広島支社・岡山支社・米子支社の総務部門を広島に新たに設置する「中国統括本部（仮称）」に集約する（運行部門と窓口は各支社に残す）方針であることが報じられていた。
2022年8月1日のプレスリリースで、10月1日からの組織再編の概要が発表された。
- 中国統括本部を新設し、岡山支社・広島支社・米子支社を下部組織化。米子支社は山陰支社に名称を変更
- 岡山・広島・米子の指令所の上部組織として中国総合指令所を設置
- 広島・米子支社管内の鉄道部を中国統括本部直轄化
- 各支社は規模を大幅に縮小し、地域共生・部門間連携・異常時への対応を行う

## 沿革
- 1950年（昭和25年）8月1日：広島鉄道管理局が発足。
- 1987年（昭和62年）
  - 4月1日：広島鉄道管理局を継承し、西日本旅客鉄道 広島支社が発足。
  - 7月25日：岩日線が廃止（錦川鉄道錦川清流線に転換。岩徳線への片乗り入れは継続）。
  - 10月1日：山陰本線 飯浦駅（構内を除く） - 長門三隅駅間が米子支店から移管される[6]。
- 1988年（昭和63年）
  - 3月13日：山陽新幹線に東広島駅が開業。
  - 4月3日：山陽本線に宮内串戸駅が開業。
- 1989年（平成元年）8月11日：山陽本線に中野東駅と阿品駅が開業。
- 1990年（平成2年）
  - 6月1日：山陰本線 益田駅（構内を除く） - 飯浦駅間、山口線 益田駅（構内を除く） - 本俣賀駅間が米子支社から移管される[7]。
  - 9月27日：岩徳線に欽明路駅が開業。
- 1991年（平成3年）
  - 4月1日：芸備線 備後落合駅（構内を除く） - 塩町駅間が岡山支社から移管される[8][9]。
- 1992年（平成4年）3月19日：呉線に呉ポートピア駅が開業。
- 1994年（平成6年）
  - 8月20日：可部線に大町駅が開業。
  - 10月1日：呉線に安芸長浜駅が開業。
- 1997年（平成9年）4月1日：美祢線 南大嶺駅 - 大嶺駅間が廃止[10]。
- 1999年（平成11年）2月7日：呉線にかるが浜駅と水尻駅が開業。
- 2001年（平成13年）4月1日：三江線 口羽駅 - 三次駅（構内を除く）間が米子支社に移管される。
- 2000年（平成12年）3月11日：山陽本線に前空駅が開業。
- 2002年（平成14年）
  - 3月23日：呉線に新広駅が開業。
  - 4月：福塩線 府中駅（構内を除く） - 塩町駅間が岡山支社から移管される[11]。
- 2003年（平成15年）
  - 10月1日：小郡駅を新山口駅に改称[12]。
  - 12月1日：可部線 可部駅 - 三段峡駅間が廃止[13][14]。
- 2004年（平成16年）3月13日：山陽本線に天神川駅が開業[15][16]。
- 2005年（平成17年）10月1日：九州旅客鉄道エリア内との在来線定期普通列車の相互直通運転を廃止。
- 2006年（平成18年）6月23日：広島新幹線運転所は乗務員区所のみを残し、博多総合車両所広島支所として福岡支社に移管される。
- 2007年（平成19年）
  - 7月1日：広島新幹線運転所や広島車掌所（現在の広島新幹線車掌所）をはじめとした広島支社管内の新幹線現業機関が、同日より発足した新幹線管理本部（現在の新幹線鉄道事業本部）に移管される（エリア内の駅の管理は継続）。
  - 9月1日：広島近郊を中心にICカード「ICOCA」が導入[17]。
- 2008年（平成20年）3月15日：山陽本線に和木駅、山陰本線に梶栗郷台地駅が開業。
- 2009年（平成21年）
  - 3月14日：九州旅客鉄道エリアへの、特急も含めた在来線定期列車の直通運転が廃止。
  - 4月1日：宮島航路をJR西日本宮島フェリーへ移管、分社化[18]。
- 2015年（平成27年）3月14日：山陽本線に新白島駅が開業。
- 2016年（平成28年）：新山口駅構内に山口支店を設置[19]。
- 2017年（平成29年）3月4日：可部線の可部駅 - あき亀山駅間開業。山陽本線に寺家駅が開業。
- 2019年（令和元年）6月1日：徳山地域鉄道部・山口地域鉄道部・下関地域鉄道部・山口支店を統合し、当支社の下部組織（現業機関）として山口支社（山口エリア統括部）を発足[19][20]。
- 2020年（令和2年）11月30日：広島市東区大須賀町に建設した支社ビルに移転。
- 2022年（令和4年）10月1日：組織再編により発足した中国統括本部の下部組織となる。旧広島支社管轄の島根県内区間を山陰支社へ移管し、旧岡山支社・旧米子支社管轄の広島県内区間は広島支社へ移管される。

## 管轄対象駅
- 山陰本線：江崎駅 - 幡生駅間及び長門市駅 - 仙崎駅
- 山陽本線：大門駅 - 下関駅[注 1]
- 芸備線：東城駅 - 広島駅[注 2]
- 福塩線：全駅
- 呉線：全駅
- 可部線：全駅
- 岩徳線：全駅
- 山口線：新山口駅 - 船平山駅
- 宇部線：全駅
- 小野田線：支線を含めた全駅
- 美祢線：全駅
- 山陽新幹線：新尾道駅・東広島駅・新岩国駅

### 補足
広島シティネットワークエリアにおいては、2014年度末より227系の導入ならびに「JRシティネットワーク広島」のブランディングに合わせ、山陽本線（白市 - 広島および広島 - 岩国）、呉線（広島 - 海田市 - 広間）、可部線（広島 - 横川 - 可部）、芸備線（広島 - 狩留家）において路線記号の導入および、同区間のラインカラーの更新が行われ、旅客案内用に幅広く使用される。これに対する山口県内など広島シティネットワークエリア外の扱いは発表されておらず、該当線区は従来のラインカラーをそのまま使用している（その境界は当初明確ではなかったが、2017年の可部線延伸に合わせて岩国駅を境界とした）。ただし、2016年改正において、公式サイトの全線路線図や一部の駅の運賃表において上記路線記号の適用範囲は一部拡大されている。

## 管理駅
JR西日本では、主要駅に駅長を配置してその駅を管理駅とし、さらにその傘下の主要駅にも地区駅として管理駅助役相当の駅長を配置して、管理業務を分担している（鉄道部の管理下にも地区駅あり）。管理駅は次の通り。
- 広島駅[22]
- 呉駅[23]
- 三原駅[24]
- 海田市駅[25]
- 横川駅[26]
- 岩国駅[27]
- 徳山駅[28]
- 新山口駅[29]
- 宇部駅[30]
- 下関駅[31]

## 鉄道部

### 廃止された鉄道部・地域鉄道部
- 三原地域鉄道部 - 2018年6月1日廃止、支社直轄へ移行[32]。
- 徳山地域鉄道部 - 2019年6月1日廃止、山口エリア統括部へ統合[19]。
- 山口地域鉄道部 - 2019年6月1日廃止、山口エリア統括部へ統合[19]。
- 下関地域鉄道部 - 2019年6月1日廃止、山口エリア統括部へ統合[19]。
- 宇部新川鉄道部 - 2009年6月1日廃止、山口地域鉄道部へ統合[33]。
- 山口鉄道部 - 2009年6月1日廃止、山口地域鉄道部へ統合[33]。
- 可部鉄道部 - 2006年7月1日廃止、支社直轄へ移行。

## 乗務員区所

### 運転士
- 岩国運転区
- 広島運転所
- 長門鉄道部
- 三次鉄道部

### 車掌
- 広島車掌区

### 運転士・車掌
- 下関列車区
- 山口列車区
- 徳山列車区

## 自動改札機・ICカード乗車券
2007年9月1日に広島シティネットワークエリアの下記の駅でICカード乗車券「ICOCA」の利用が開始された（相互利用により、Suica・TOICA・PiTaPaにも対応）。2008年3月1日から広島県内のPASPYエリアの交通機関でも利用できるようになった（ICOCAのPASPYエリアでの使用のみ可能、逆は不可）。
なお、広島支社管内では、2003年12月1日に下関駅に自動改札機が初めて設置されたが、これは小倉・博多方面への利用客への利便性向上のためであり、当初はICOCAに対応していなかった。2011年3月5日から下関駅はJR九州のSUGOCA対応エリアになっているが、会社が異なるためSUGOCAは販売しておらず、ICOCAについても販売していなかった。2024年現在はICOCAおよび相互利用カードの利用ができるが、チャージ残額で下関駅で下車せずにまたぐ利用はできない（「交通系ICカード全国相互利用サービス」・「ICOCA電子マネー」も参照）。2022年3月12日から山陽本線の藤生駅 - 徳山駅間で、2023年春には山陽本線の新南陽駅 - 下関駅間と山口線の湯田温泉駅・山口駅でICOCAが利用できるようになった。
現在利用できる区間は以下の通り。
- 山陽本線：三原駅ー下関駅[注 4]
- 可部線：全線[注 5]
- 呉線：全線[注 6]
- 芸備線：広島駅ー狩留家駅[注 7]

## 管内の車両について

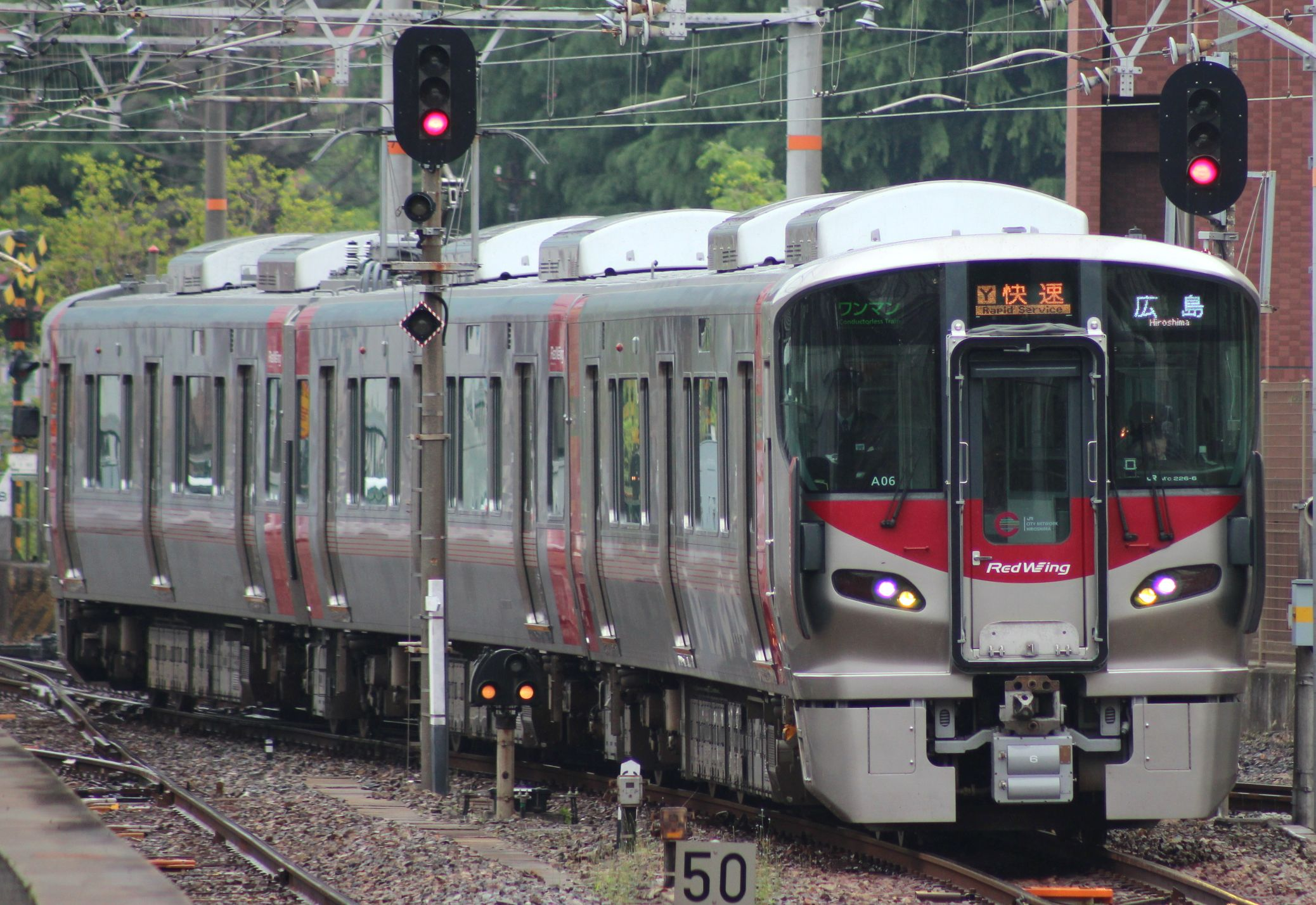
227系電車

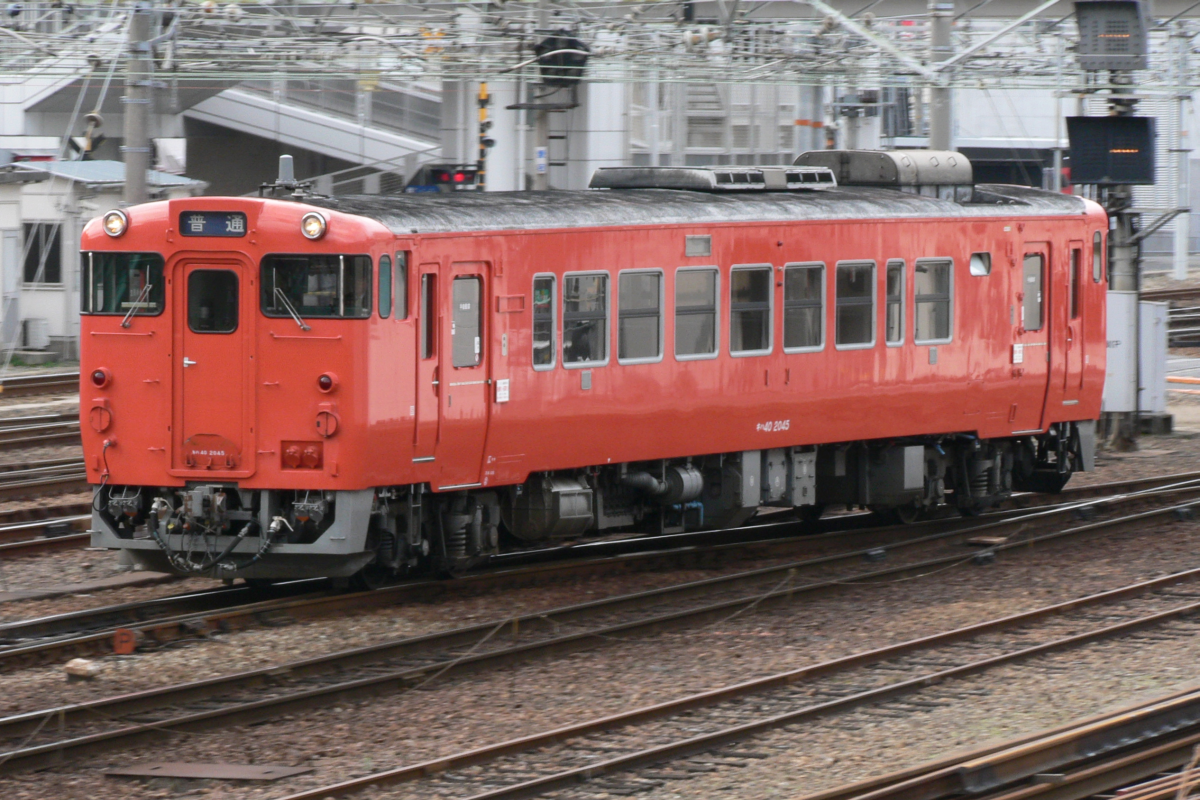
キハ40形気動車

電車は、広島地区では全車が2015年より導入された227系が、山口地区では227系に加え、国鉄から承継した115系、105系、123系がそれぞれ運用されている。気動車は国鉄から承継したキハ40・47形気動車や、JR化後に導入されたキハ120形気動車などが運用されている。その他、営業運転に供されない試験用車両としてDEC700形が在籍している。
かつて、広島支社管内にはキハ120形を除いてJR化後に製造された車両が所属しておらず、113系や115系、103系、105系といった国鉄型電車が主力として活躍していた。これは、全国から譲渡されたものである。他地域で急速に代替が進められた2000年代以降も、広島支社ではこれらの国鉄型電車が主力となっていたことから、インターネット上では国鉄広島（國鐵廣島・酷鐵廣島）と揶揄される事がしばしばあった。

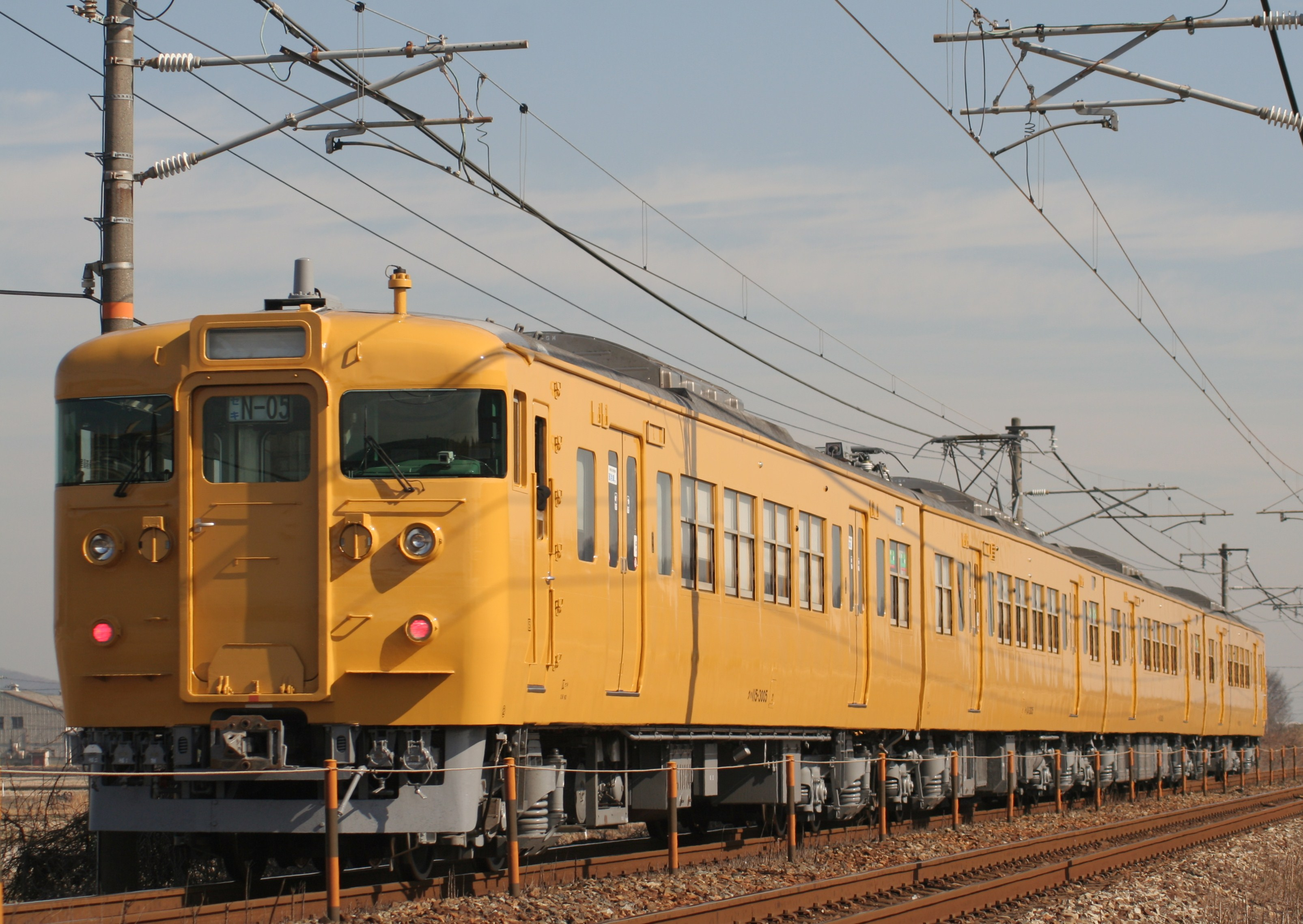
山口地区で使用されている、体質改善の上で単色化された国鉄型車両（115系電車）

2009年12月より、原則として国鉄型車両の車体塗装は、電車は濃黄色、気動車は国鉄末期の標準色と同じ朱色5号に変更されることになった。これは、エリア毎に保有車両のイメージ統一を目的としたものと発表されており、電車は岡山支社所属の車両にも、気動車はJR西日本管内全域で同じ色への塗り替えが行われている。このうち電車の濃黄色は、前述の「国鉄広島」と併せて末期色（真っ黄色）と揶揄されていた。
分割民営化から28年を経た2015年以降、32年ぶりの新型車両となる227系電車を投入して従来の国鉄型電車を順次代替することとなった。227系は最終的に3両編成64本と2両編成42本の合計276両が投入され、2019年3月までに広島地区（山陽本線・可部線・呉線）で運行されていた国鉄型電車をすべて置き換えた。
227系の山口地区における運用は少ないため、同地区で運用される車両については2019年3月以降もキハ120形およびSLやまぐち号用の35系客車を除いて、115系やキハ40・47系を中心とした国鉄型車両が主力となっている。なお、2022年3月12日より、227系の山口地区における運用範囲がそれまでの徳山駅までから、新山口駅までに拡大されている。

## スポーツ活動
JR西日本の硬式野球部（JR西日本硬式野球部）は、本社ではなく広島支社を拠点に活動を行っている。これは旧広島鉄道管理局硬式野球部の流れをくんでいたためで、6つあるJR本社チームのうち、唯一本社所在地と本拠地が同一都道府県にないチームである。2005年のJR福知山線脱線事故に伴う活動自粛を経て、同年7月に一時活動休止、2013年に活動を再開させている。選手は広島支社の各課の他、広島駅をはじめとする近郊の駅、あるいは広島車掌区に所属し、社業と平行して野球を行っている（後藤寿彦総監督をはじめとする監督・コーチは広島支社人事課・総務課付）。